# Australaphodius muellerae
Australaphodius muellerae är en skalbaggsart som beskrevs av Bordat 1990. Australaphodius muellerae ingår i släktet Australaphodius och familjen Aphodiidae. Inga underarter finns listade.